# Thelastomatinae
Die Thelastomatinae sind eine Unterfamilie der Pfriemenschwänze mit etwa 270 Arten. Sie sind die einzige Unterfamilie der Thelastomatidae und Parasiten bei Wirbellosen, vor allem Insekten und Tausendfüßern.

## Merkmale
Die Familie zeigt deutliche Ähnlichkeiten mit den Pharyngodoninae, welche Parasiten bei niederen Wirbeltieren sind, aber vermutlich aus Insekten-Pfriemenschwänzen entstanden. Die acht Kopfpapillen stehen aber nicht in Paaren. Der vordere Teil des Ösophagus ist keulenförmig, die hintere Anschwellung (Bulbus) nur undeutlich.

## Systematik
Da es keine Synapomorphie gibt, ist diese Familie / Unterfamilie vermutlich paraphyletisch. Zur Unterfamilie gehören gegenwärtig 42 Gattungen:
- Aoruroides Travassos & Kloss, 1958
- Aorurus Leidy, 1849
- Bilobostoma Jex, Schneider, Rose & Cribb, 2005
- Blaberinema Garcia & Coy, 1998
- Blatticola Schwenck, 1926
- Blattophila Cobb, 1920
- Blazionema Kloss, 1966
- Cameronia Basir, 1948
- Cephalobellus Cobb, 1920
- Cordonicola Ali & Farooqui, 1969
- Coronostoma Rao, 1958
- Corpicracens Jex, Schneider, Rose & Cribb, 2006
- Corydiella Rao & Rao, 1965
- Cranifera Kloss, 1960
- Davenema Mohagan & Spiridonov, 2017
- Desmicola Basir, 1956
- Euryconema Chitwood, 1932
- Fontonema Chitwood, 1930
- Galebia Chitwood, 1932
- Galinanema Spiridonov, 1984
- Geoscaphenema Jex, Schneider, Rose & Cribb, 2006
- Golovatchinema Spiridonov, 1984
- Gryllophila Basir, 1942
- Hammerschmidtiella Chitwood, 1932
- Jaidenema Jex, Schneider, Rose & Cribb, 2006
- Johnstonia Basir, 1966
- Leidynema Schwenck in Travassos, 1929
- Leidynemella Chitwood & Chitwood, 1934
- Malaspinanema Jex, Schneider, Rose & Cribb, 2005
- Paleothelastoma Poinar, 2011
- Paracameronia De-Carvalho & Spiridonov, 1991
- Propharyngodon Biswas & Chakravarty, 1963
- Pseudodesmicola Jex, Schneider, Rose & Cribb, 2006
- Schwenckiana Kloss, 1966
- Severianoia Schwenck, 1926
- Stauratostoma Phillips, Pivar, Sun, Moulton & Bernard, 2018
- Suifunema Chitwood, 1932
- Tetleyus Dale, 1964
- Thelastoma Leidy, 1849
- Traklosia Bernard & Phillips, 2015
- Tsuganema Jex, Schneider, Rose & Cribb, 2005
- Wetanema Dale, 1967